# Carlos Gutierrez (Politiker)

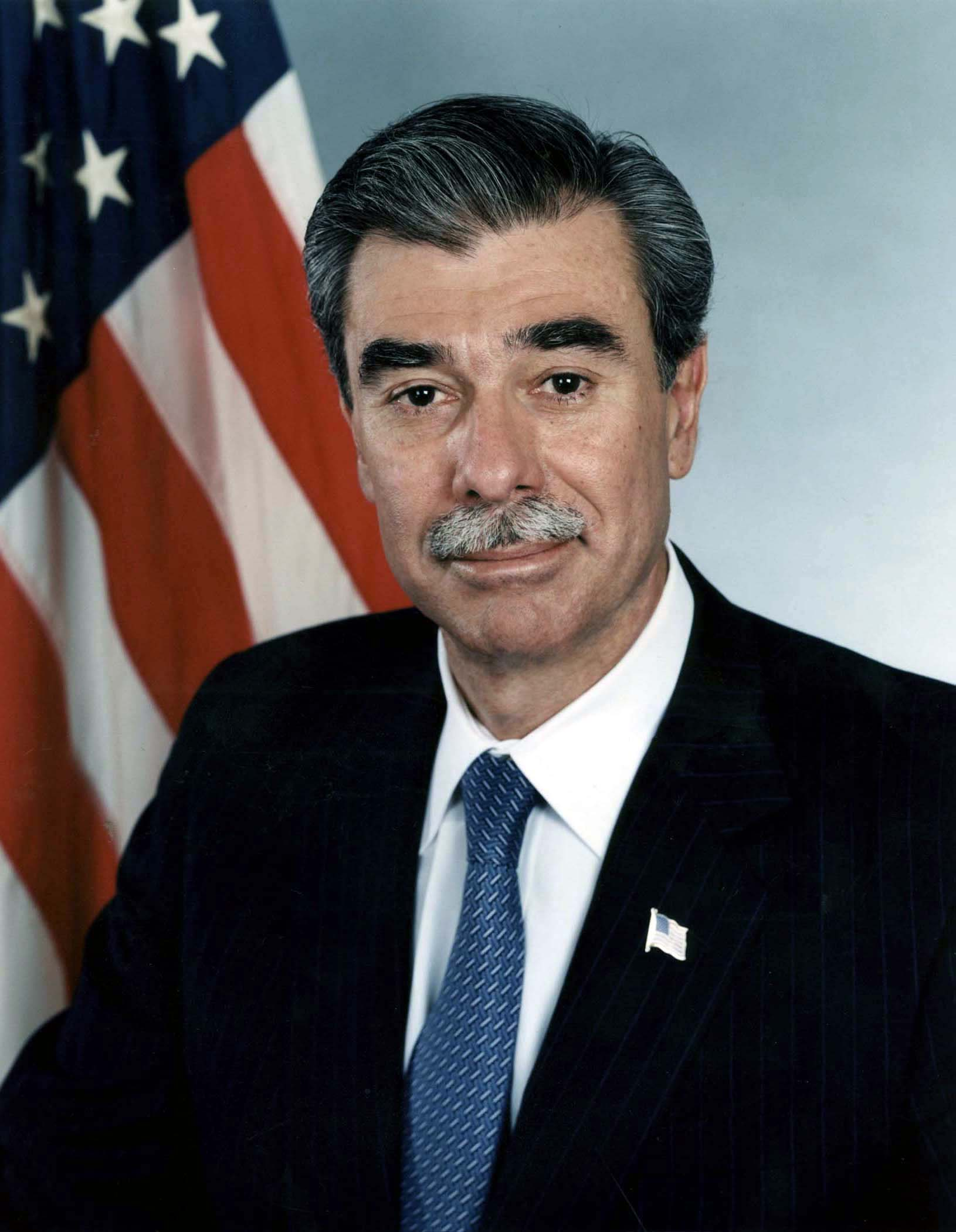
Carlos Gutierrez

Carlos Miguel Gutierrez, geboren als Carlos Miguel Gutiérrez (* 4. November 1953 in Havanna, Kuba) ist ein kubanoamerikanischer Unternehmer und Politiker (Republikanische Partei). Er war der 35. Handelsminister der Vereinigten Staaten sowie zuvor Vorstands- und Aufsichtsratsvorsitzender der Kellogg Company.

## Leben
Gutierrez wurde als Sohn eines Ananasplantagenbesitzers auf Kuba geboren. Als die Familie befürchten musste in der kubanischen Revolution enteignet zu werden, floh sie 1960 in die USA. Wie viele andere Flüchtlinge aus Kuba ließ sie sich in Miami nieder. Einige Jahre danach erwarb er mit seiner Familie zusammen die US-Staatsbürgerschaft.
Die Familie zog nochmals um, diesmal nach Mexiko-Stadt, weil Pedro Gutiérrez, der Vater von Carlos, eine Anstellung bei der dortigen Niederlassung der H. J. Heinz Company angenommen hatte.
Der Vater gründete später eine eigene Firma, in der zunächst auch Sohn Carlos arbeitete. Als die Firma seines Vaters in Konkurs ging, nahm Carlos Gutiérrez eine Stelle als Kraftfahrer bei der Mexiko-Niederlassung der Kellogg Company (Kellogg de México) an und lieferte Cornflakes an die dort ansässigen Geschäfte aus.
Gutiérrez studierte Betriebswirtschaftslehre am Monterrey Institute of Technology and Higher Education in Querétaro, Mexiko. Während seines Studiums hörte er von einem Freund, dass die Kellogg Company Angestellte für ihre Marketingabteilung suche, und fand 1975 dort schließlich eine Anstellung.
Er ist verheiratet mit Edilia Gutierrez und hat mit ihr einen Sohn und zwei Töchter.

## Karriere
1975 trat er bei Kellogg als Handelsvertreter und Management-Trainee ein. Eine seiner frühen Aufgaben beinhaltete das Beliefern von Läden vor Ort per Lieferwagen. Er stieg schnell im Konzern auf und wurde im Januar 1990 gemeinsamer Vize-Präsident für Produktentwicklung im Firmensitz Battle Creek, Michigan, sowie noch im selben Jahr ausführender Vize-Präsident von Kellogg USA. Im Januar 1999 wurde er zunächst in den Vorstand der Firmendirektoren gewählt und im April dieses Jahres zum Präsidenten und Vorstandsvorsitzenden ernannt.
Am 29. Oktober 2004 wurde er als neuer Wirtschaftsminister im Kabinett Bush und damit als Nachfolger von Donald Evans vorgestellt. Am selben Tag trat er von allen Posten bei Kellogg zurück; als neuer Vorstandsvorsitzender wurde James M. Jenness bestimmt. Gutierrez wurde am 24. Januar 2005 vom Senat bestätigt und am 7. Februar 2005 vereidigt. Mit dem Ende der Amtszeit von George W. Bush im Januar 2009 schied auch Gutierrez aus der Regierung aus.
2010 begann er eine Tätigkeit bei Citigroup.